# Antal Róbert
Antal Róbert, eredetileg Adler Róbert (Budapest, 1921. július 21. – Toronto, Kanada, 1995. február 1.) olimpiai bajnok vízilabdázó.
A 30-as években úszóként kezdett sportolni. 1940-től a Magyar Úszók Egyesülete (MÚE), 1945-től az MTK, 1949-től a Budapesti Vörös Lobogó vízilabdázója. 1948 és 1952 között hatszor volt magyar válogatott. 1952-ben a helsinki olimpián tagja volt az olimpiai bajnok magyar csapatnak. 1956-tól Kanadában élt és kórházi asszisztensként dolgozott. Halála előtt többször járt Magyarországon és végakarata szerint itt temették el.